# Pålamalms naturreservat

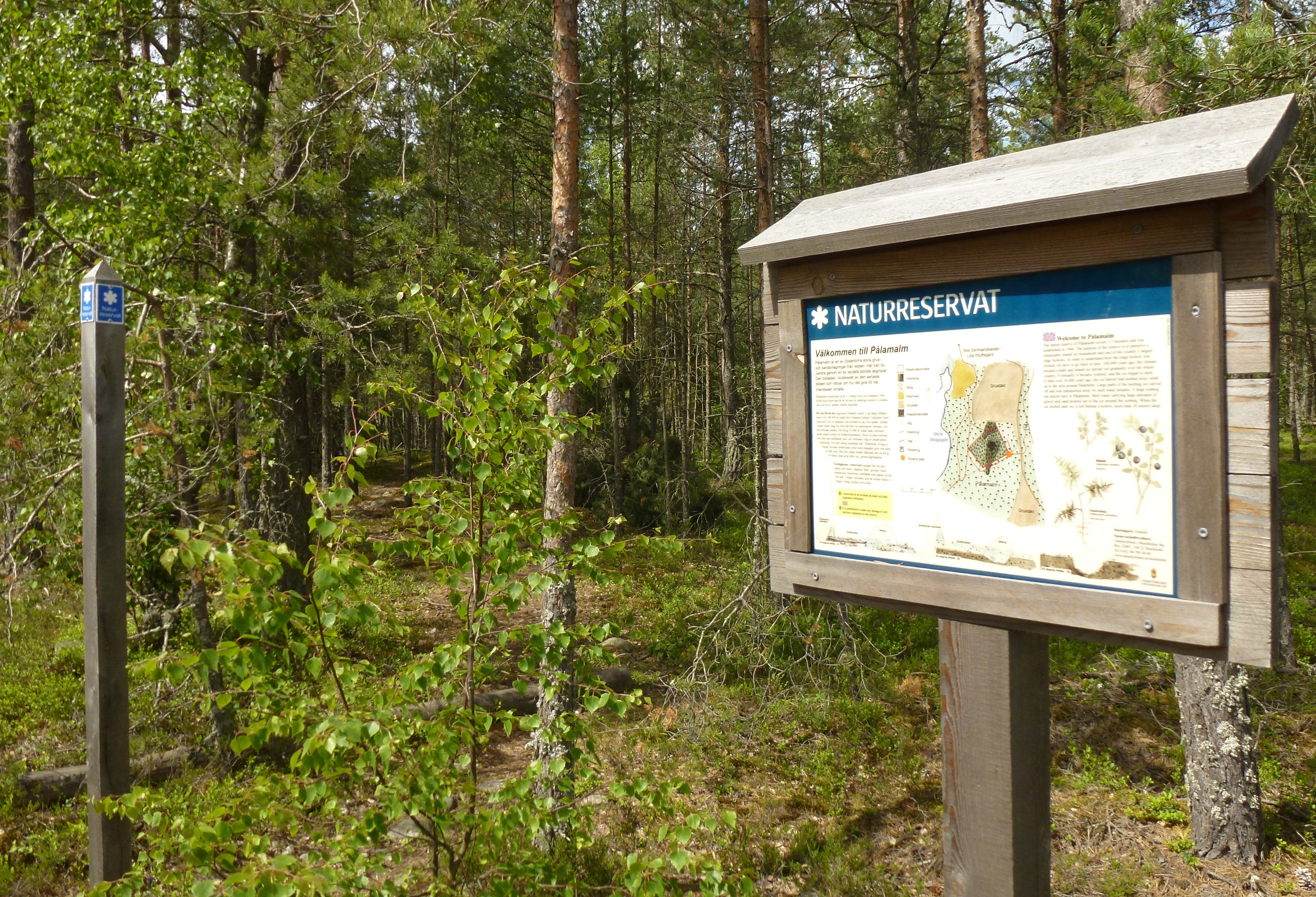
Entrén till reservatet, juni 2012.

Pålamalm är ett naturreservat i Grödinge socken i Botkyrka kommun, beläget cirka 6 kilometer söder om Tullinge. Reservatet bildades 1944 och omfattar en area av 6,4 hektar. Intill Pålamalms åsgrop ligger Jehanders grustag "Riksten". Pålamalm med sjöarna Stora och Lilla Skogssjön är ett vattenskyddsområde.

## Beskrivning
Pålamalm är en av flera stora malmar (sand- och grusområden) på Södertörn. Pålamalm är en del av Tullingeåsen som i sin tur ingår i Uppsalaåsen. De flesta dödisgropar är nu sjöar, ett exempel i Botkyrka är de närliggande sjöarna Bysjön och Malmsjön. Sveriges största dödisgrop som inte är fylld med vatten finns i Pålamalm.
Dödisgroparna bildades för cirka 10 000 år sen, när isen från senaste istid drog sig tillbaka. Pålamalms dödisgrop är 31 meter djup, cirka 300 meter lång och cirka 100 meter bred (mätt på gropens övre kant). Gropens botten är cirka 50 meter lång och 5 till 10 meter bred. Den bildades genom att ett enormt isberg kalvade loss från den smältande isen och forslades iväg av smältvattenströmmar. Isberget strandade på denna plats och smälte sedan bort medan marken runt omkring höjdes genom uppsköljning av sand, sten och grus.
Åsgropens botten är mycket liten i förhållande till gropens totala area, vilket är ovanligt. Märkligt är också att botten inte är försumpad. Gropens sidor är mestadels branta, cirka 45 graders vinkel, men sluttar mjukare i gropens södra spets. Området runt åsgropen är en plan tallhed utom i nordost där det finns ett fossilt klapperstensfält som bildades genom svallvågorna av isälven för cirka 10 000 år sedan och stora mängder svallsediment avlagrades (idag Tullingeåsen eller Tullingestråket). I åsgropens sluttningar växer grandominerad skog. Gropens botten är utformad som en ränna och nästan fri från träd, här trivs kammossa, husmossa och blåbär. Pålamalm är det äldsta naturreservatet i Botkyrka, bildat 1944.

## Bilder

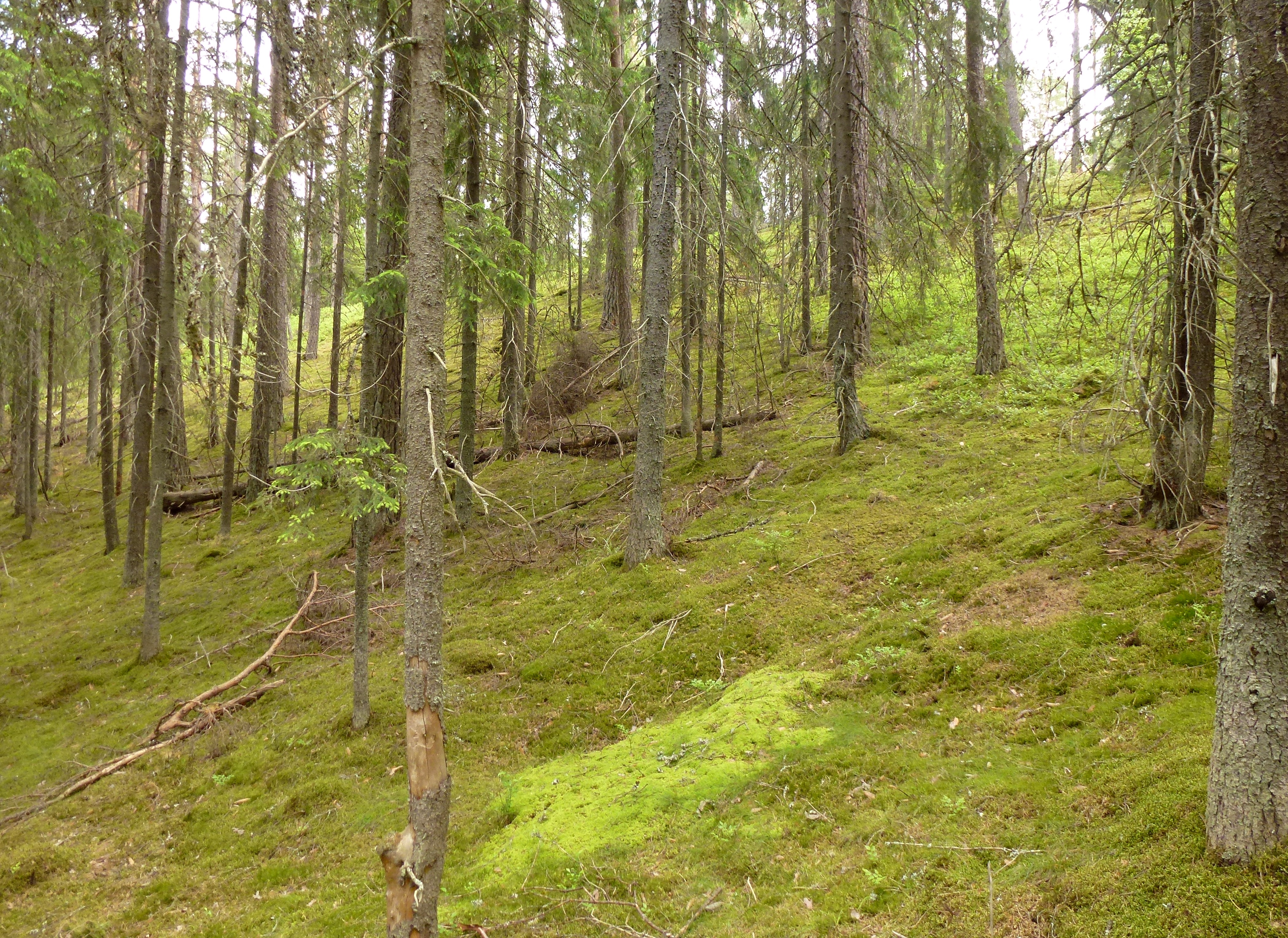
Åsgropens branta sluttning
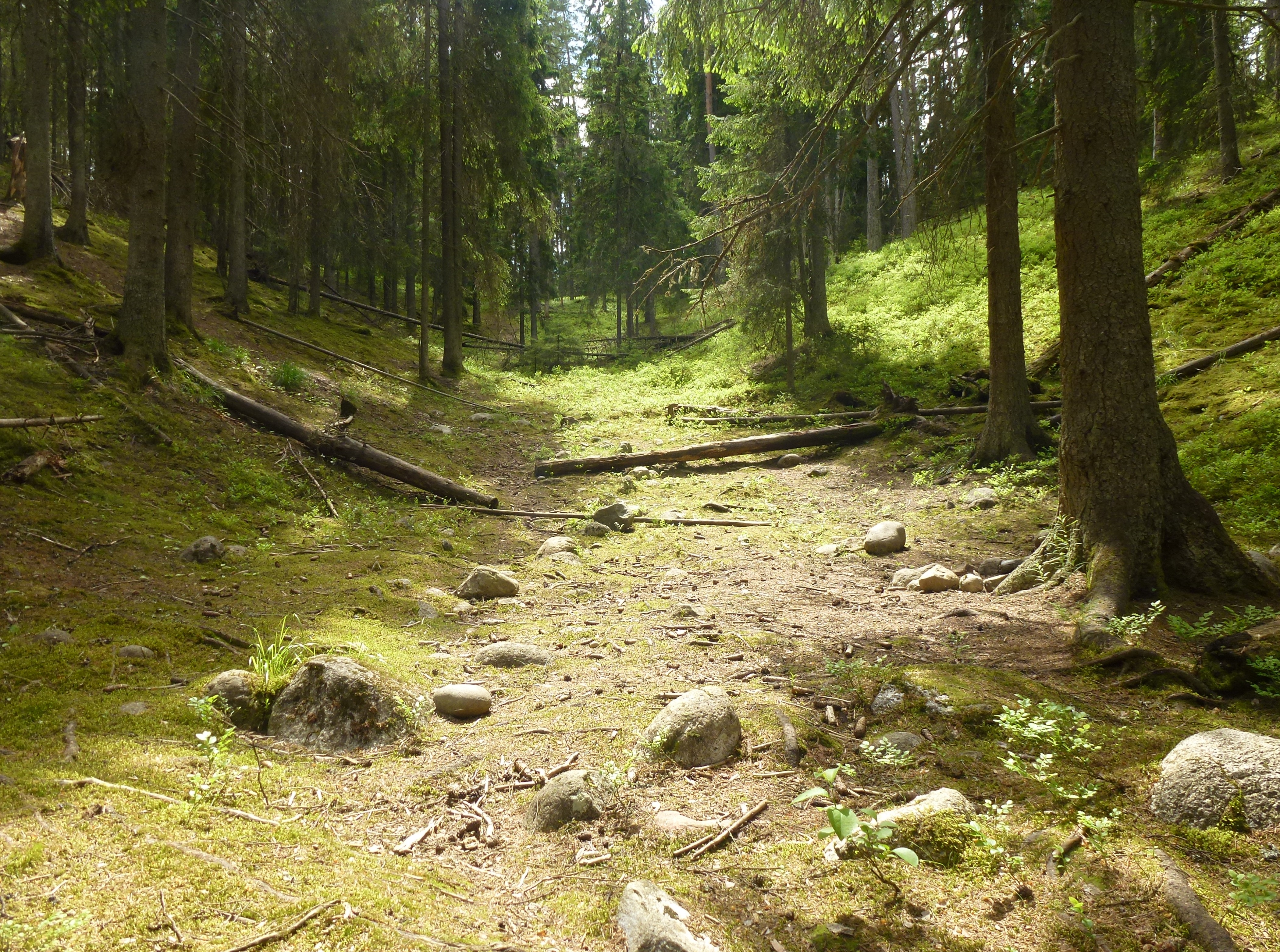
Åsgropens botten
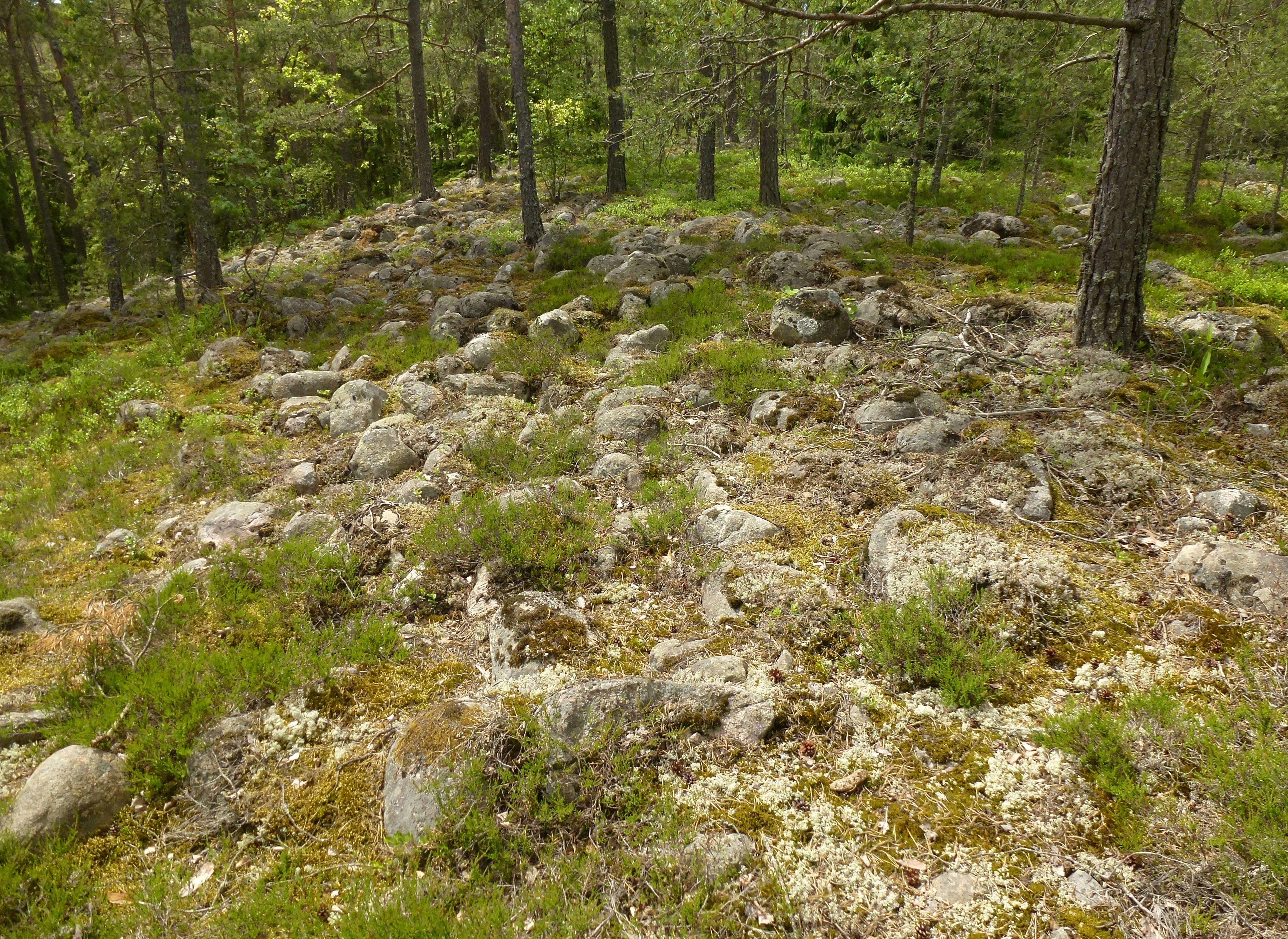
Klapperstensfältet i nordost